# 阿諾·迪帕斯夸萊
阿諾·迪帕斯夸萊（法語：Arnaud Di Pasquale，1979年2月11日—），法國職業網球運動員。

## 生平
2000年雪梨奧運會第三輪，他直落二盤戰勝法網亞軍瑞典好手馬格努斯·諾曼。在銅牌爭奪戰。他擊敗了未來世界第一瑞士球王羅傑·費德勒。

## 外部連結
- 阿諾·迪帕斯夸萊（英文/西班牙文）的官方資料
- 阿諾·迪帕斯夸萊的國際網球總會 職業／青少年 官方資料（英文）
- 阿諾·迪帕斯夸萊的官方資料（英文）